# Capacidad residual funcional

Volúmenes pulmonares

La Capacidad Residual Funcional ( FRC ) es el volumen del aire presente en pulmones al final de la espiración. En FRC, las fuerzas de retroceso elásticas opuestas de los pulmones y pared torácica están en equilibrio y no hay esfuerzo por parte del diafragma u otros músculos respiratorios.
FRC es la suma del volumen de la reserva espiratoria (ERV) y Volumen residual (RV) y mide aproximadamente 2100 ml en un hombre de tamaño promedio de 70 kg (o aproximadamente 30 ml / kg). No se puede estimar mediante espirometría, ya que incluye el volumen residual. Para medir la RV con precisión, se necesitaría realizar una prueba como lavado con nitrógeno, dilución con helio o pletismografía corporal.
Un FRC bajo o elevado es a menudo una indicación de alguna forma de enfermedad respiratoria. Por ejemplo, en enfisema, el FRC aumenta, porque los pulmones son más compatibles y se altera el equilibrio entre el retroceso interno de los pulmones y el retroceso externo de la pared torácica. Como tal, los pacientes con enfisema a menudo tienen pechos notablemente más amplios debido al retroceso relativamente sin oposición de la pared torácica. La capacidad pulmonar total también aumenta, en gran parte como resultado del aumento de la capacidad residual funcional. En humanos sanos, los FRC cambian con la postura del cuerpo. Los pacientes obesos tendrán un FRC más bajo en la posición supina debido al peso agregado del tejido que se opone al retroceso hacia afuera de la pared torácica.
El posicionamiento juega un papel importante en la alteración de FRC. Es más alto cuando se encuentra en una posición vertical y disminuye a medida que uno se mueve desde la posición vertical a la posición supina / propensa o Trendelenburg. La mayor disminución en FRC ocurre cuando se pasa de 60° a totalmente en posición supina a 0°. Curiosamente, no hay un cambio significativo en FRC ya que la posición cambia de 0° a Trendelenburg de hasta -30°. Sin embargo, más allá de -30°, la caída de FRC es considerable.
La técnica de dilución con helio y pletismógrafo pulmonar son dos formas comunes de medir la capacidad residual funcional de los pulmones.
El valor predicho de FRC se midió para poblaciones grandes y se publicó en varias referencias. Se encontró que la FRC varía según la edad, la altura y el sexo del paciente. La capacidad residual funcional es directamente proporcional a la altura e indirectamente proporcional a la obesidad. Se reduce en el entorno de la obesidad principalmente debido a una reducción en el cumplimiento de la pared torácica. Existe una calculadora en línea Archivado el 6 de noviembre de 2018 en Wayback Machine. que calculará el FRC para un paciente utilizando estas referencias.